# Dove sta Zazà?
Dove sta Zazà è una canzone napoletana scritta nel 1944 da Raffaele Cutolo (parole) e Giuseppe Cioffi (musica).

## Il testo
La canzone racconta la misteriosa scomparsa di una donna di nome Zazà (scomparsa che viene descritta con la colorita espressione «se fumarono a Zazà!»), nel bel mezzo della festa di San Gennaro, dove si trovava insieme al compagno di nome Isaia, che è anche il narratore dell'intera vicenda. Dopo averla cercata invano, Isaia torna l'anno seguente alla festa, dichiarando però che, se non troverà Zazà (che è tanto bella), si accontenterà di sposarne la sorella («Con tua sorella aggia sfugà…»).

Il testo di questa parte della canzone è stato spesso modificato dagli interpreti successivi.

## Storia del brano
Già nel 1942 Cutolo aveva avuto l'idea di una canzone in cui il nome Zazà simulasse anche, come onomatopea, il suono di una banda musicale ma originalmente aveva avuto l'idea Antonio Natale, abbozzandone una prima versione in italiano, poi musicata da Lucio Stazio (Militello), senza che la cosa avesse seguito. Cutolo scrisse poi nel 1943 una versione completamente rielaborata del brano, per il repertorio dell'attrice Elena Gray, che appariva in una rivista di Renato Rascel. Proprio in quel periodo, però, la Gray abbandonò le scene per motivi familiari. L'anno successivo Cutolo tradusse il brano in napoletano e lo presentò a Giuseppe Cioffi, proprietario delle Edizioni musicali Cioffi di Napoli, affinché la musicasse e gli desse l'opportunità di registrarla. 
Il primo a registrare il brano fu il cantante Aldo Tarantino, ma la versione più celebre fu quella registrata due anni dopo da Nino Taranto. Il brano ebbe un enorme successo e fu tradotto in varie lingue, oltre ad essere citato da riviste e pubblicazioni di ogni genere negli anni a seguire. Ad esso, inoltre, si ispirarono diverse rappresentazioni teatrali, principalmente riviste, ed un film cinematografico: Dove sta Zazà del 1947, diretto da Giorgio Simonelli. 
In una intervista concessa a Corrado Mantoni, Cutolo definì Dove sta Zazà «una canzoncina cretina come tutte le altre», ed arrivando a dichiararsi non troppo contento del successo del brano perché eccessivamente inflazionato.

## Interpreti
Dopo Aldo Tarantino nel 1944, Carlo Buti nel 1945 e Nino Taranto nel 1946, molti altri in seguito ne interpretarono una propria versione. Si possono citare Gigi Beccaria, il duetto di Nilla Pizzi e Tony Stella, e Claudio Villa.
A ridare popolarità al brano in tempi più recenti fu Gabriella Ferri, che nel 1971 inserì Dove sta Zazà nel proprio album intitolato ...E se fumarono a Zazà. Renzo Arbore scrisse, relativamente alla interpretazione drammatica della Ferri, che il brano era stato trasformato da un "inno di corale allegria" ad "un urlo di solitudine".
La stessa Gabriella Ferri ripropose il brano nell'omonimo varietà televisivo Dove sta Zazà trasmesso nel 1973.
La canzone è stata interpretata nuovamente nel 1993, nella terza edizione di Non è la Rai, in cui una delle ragazze del programma, Monica Catanese, interpretò il pezzo, doppiata da Barbara Boncompagni. La canzone in seguito è stata re-incisa dalla stessa Monica Catanese nel progetto discografico Affatto deluse, in memoria dei 25 anni dalla chiusura di Non è la Rai.